# Francesco Ansaldo Teloni
Francesco Ansaldo Teloni (* 8. Oktober 1760 in Treia, Marken; † 31. Januar 1846) war ein italienischer Geistlicher und Bischof von Macerata und Tolentino.

## Leben
Seine Eltern waren Giammaria Teloni und Cesarina de’ Bezzi. Francesco Ansaldo Teloni empfing am 21. Mai 1785 das Sakrament der Priesterweihe. Danach war er Kanoniker an der Kathedrale von Senigallia, ferner Generalvikar der Diözese Senigallia und Direktor des dortigen Priesterseminars. Er stand zusammen mit Andrea Cavalli an der Spitze der Delegation, welche die Stadt Senigallia im September 1815 Papst Pius VII. entgegensandte. Am 24. Juni 1816 wurde Francesco Ansaldo Teloni zum Päpstlichen Geheimkämmerer ernannt. Die Universität Macerata promovierte ihn am 13. Mai 1817 zum Doctor iuris utriusque. Danach bekleidete er die Position eines Rektors des Kollegs von Treia sowie des von Senigallia. Im Alter von 62 Jahren trat er als Päpstlicher Hausprälat in den Dienst der Kurie und wurde am 26. Juni 1823 der Konzilskongregation zugeordnet.
Papst Leo XII. ernannte Francesco Ansaldo Teloni am 24. Mai 1824 zum Bischof von Macerata und Tolentino. Die Bischofsweihe spendete ihm am 30. Mai desselben Jahres der Kardinalbischof von Frascati Francesco Saverio Maria Felice Castiglioni, der spätere Papst Pius VIII.; Mitkonsekratoren waren die Kurienerzbischöfe Pietro Caprano, Sekretär der Kongregation Propaganda Fide, und Antonio Luigi Piatti.
Francesco Ansaldo Teloni starb nach 22 Jahren im Bischofsamt am 31. Januar 1846.